# Нижнесергинский муниципальный район
Нижнесергинский муниципальный район — муниципальное образование Свердловской области на территории Западного управленческого округа.

Нижнесергинский муниципальный район (без Бисертского городского округа)

С точки зрения административно-территориального устройства, Нижнесергинский муниципальный район вместе с Бисертским городским округом находится в границах Нижнесергинского района как административно-территориальной единицы.
Административный центр — город Нижние Серги.

## География
Муниципальный район находится в юго-западной части Свердловской области, на юге граничит с Челябинской областью.
Площадь территории муниципального образования — 3703,27 км².

## История
29 октября 1995 года по итогам местного референдума было создано Нижнесергинское муниципальное образование со статусом района, в которое не вошёл пгт Бисерть, образовавший с прилегающими населёнными пунктами отдельное МО — Бисертское (со статусом посёлка).
27 декабря 2004 года согласно областному закону № 228-ОЗ Нижнесергинское муниципальное образование было наделено статусом муниципального района, посёлки Дидино и Ильмовка переданы в муниципальное образование город Первоуральск, наделённое статусом городского округа.
Название Нижнесергинский муниципальный район было утверждено с 1 января 2006 года.

## Население
| 2010    | 2011    | 2012    | 2013    | 2014    | 2015    | 2016    | 2017    |
| ------- | ------- | ------- | ------- | ------- | ------- | ------- | ------- |
| 44 453  | ↘44 233 | ↘43 068 | ↘42 499 | ↘42 021 | ↘41 516 | ↘41 047 | ↘40 503 |
| 2018    | 2019    | 2020    | 2021    | 2023    |         |         |         |
| ↘39 889 | ↘39 316 | ↘39 290 | ↘38 081 | ↘37 577 |         |         |         |

## Муниципально-территориальное устройство
В состав муниципального района входят 6 муниципальных образований, в том числе 5 городских поселений и 1 сельское поселение:
| №        | Муниципальное образование                | Административный центр | Количество населённых пунктов | Население (чел.) | Площадь (км²) |
| -------- | ---------------------------------------- | ---------------------- | ----------------------------- | ---------------- | ------------- |
| 1e-06    | Городские поселения:                     |                        |                               |                  |               |
| 1        | городское поселение Верхние Серги        | пгт Верхние Серги      | 1                             | ↘5426            |               |
| 2        | городское поселение рабочий посёлок Атиг | пгт Атиг               | 1                             | ↘2910            |               |
| 3        | Дружининское городское поселение         | пгт Дружинино          | 4                             | ↘3653            |               |
| 4        | Михайловское муниципальное образование   | город Михайловск       | 12                            | ↘14 706          |               |
| 5        | Нижнесергинское городское поселение      | город Нижние Серги     | 4                             | ↘7831            |               |
| 5.000002 | Сельское поселение                       |                        |                               |                  |               |
| 6        | Кленовское сельское поселение            | село Кленовское        | 16                            | ↘3051            |               |

Нижнесергинский муниципальный район является единственным муниципальным образованием Свердловской области, в составе которого существуют городские поселения.

## Населённые пункты
Нижнесергинский муниципальный район является единственным муниципальным образованием Свердловской области, в составе которого существует более одного городского населённого пункта, и единственным муниципальным районом, в составе которого городские населённые пункты существуют.
Нижнесергинский муниципальный район включает 39 населённых пунктов.
| №  | Населённый пункт   | Тип     | Население | Муниципальное образование                |
| -- | ------------------ | ------- | --------- | ---------------------------------------- |
| 1  | Акбаш              | село    | ↘584      | Михайловское муниципальное образование   |
| 2  | Аракаево           | село    | ↗504      | Михайловское муниципальное образование   |
| 3  | Атиг               | пгт     | ↘2910     | городское поселение рабочий посёлок Атиг |
| 4  | Атняшка            | деревня | ↘3        | Кленовское сельское поселение            |
| 5  | Бажуково           | посёлок | ↘3        | Нижнесергинское городское поселение      |
| 6  | Васькино           | деревня | ↘328      | Кленовское сельское поселение            |
| 7  | Верхние Серги      | пгт     | ↘5426     | городское поселение Верхние Серги        |
| 8  | Дружинино          | пгт     | ↘3083     | Дружининское городское поселение         |
| 9  | Киселёвка          | деревня | ↘109      | Кленовское сельское поселение            |
| 10 | Кленовское         | село    | ↘822      | Кленовское сельское поселение            |
| 11 | Ключевая           | посёлок | ↘812      | Кленовское сельское поселение            |
| 12 | Контуганово        | деревня | ↘202      | Кленовское сельское поселение            |
| 13 | Контугановский     | посёлок | ↘13       | Кленовское сельское поселение            |
| 14 | Красноармеец       | посёлок | ↘586      | Михайловское муниципальное образование   |
| 15 | Красный Партизан   | деревня | ↗10       | Кленовское сельское поселение            |
| 16 | Лазоревый          | посёлок | ↘100      | Дружининское городское поселение         |
| 17 | Малиновый          | посёлок | ↘43       | Кленовское сельское поселение            |
| 18 | Михайловск         | город   | ↘9714     | Михайловское муниципальное образование   |
| 19 | Михайловский Завод | посёлок | ↘509      | Михайловское муниципальное образование   |
| 20 | Накоряково         | село    | ↘246      | Кленовское сельское поселение            |
| 21 | Нижние Серги       | город   | ↘7777     | Нижнесергинское городское поселение      |
| 22 | Новая Ельня        | посёлок | ↘13       | Нижнесергинское городское поселение      |
| 23 | Новые Серги        | пгт     |           | Дружининское городское поселение         |
| 24 | Отевка             | деревня | ↘127      | Кленовское сельское поселение            |
| 25 | Первомайское       | село    | ↘456      | Дружининское городское поселение         |
| 26 | Перепряжка         | деревня | ↘230      | Михайловское муниципальное образование   |
| 27 | Половинка          | деревня | ↘39       | Нижнесергинское городское поселение      |
| 28 | Рябиновка          | посёлок | ↘70       | Михайловское муниципальное образование   |
| 29 | Солдатка           | посёлок | ↘26       | Дружининское городское поселение         |
| 30 | Сосновый Бор       | деревня | ↘71       | Кленовское сельское поселение            |
| 31 | Старобухарово      | село    | ↘196      | Кленовское сельское поселение            |
| 32 | Талица             | деревня | ↘85       | Кленовское сельское поселение            |
| 33 | Тюльгаш            | село    | ↘416      | Михайловское муниципальное образование   |
| 34 | Упея               | деревня | ↗4        | Кленовское сельское поселение            |
| 35 | Уразаево           | деревня | ↘16       | Кленовское сельское поселение            |
| 36 | Урмикеево          | деревня | ↘694      | Михайловское муниципальное образование   |
| 37 | Уфа-Шигири         | деревня | ↘460      | Михайловское муниципальное образование   |
| 38 | Шарама             | деревня | ↘81       | Михайловское муниципальное образование   |
| 39 | Шокурово           | село    | ↗912      | Михайловское муниципальное образование   |

## Природные парки
На территории Нижнесергинского района находится природный парк «Оленьи Ручьи».